# Saint-Maurice-près-Crocq
Saint-Maurice-près-Crocq település Franciaországban, Creuse megyében. Lakosainak száma 100 fő (2022. január 1.). Saint-Maurice-près-Crocq Crocq, Néoux, Pontcharraud, Saint-Agnant-près-Crocq, Saint-Georges-Nigremont és Saint-Pardoux-d’Arnet községekkel határos.

## Népesség
A település népessége az elmúlt években az alábbi módon változott:
| Lakosok száma | 225  | 158  | 130  | 118  | 105  | 100  | 100  | 98   | 97   | 100  |
|               | 1968 | 1982 | 1990 | 2006 | 2013 | 2015 | 2017 | 2019 | 2020 | 2022 |